# Robinho (jogador de futsal)
Edelson Robson dos Santos (Brasil, 28 de janeiro de 1983), mais conhecido como Robinho, é um jogador de futsal brasileiro naturalizado russo que joga na posição de Ala. Atualmente joga no JEC Futsal

## Benfica
A 17 de junho de 2017, Robinho assinou um contrato válido por duas épocas com o Benfica.